# كرايغ هيرتويغ
كرايغ هيرتويغ (بالإنجليزية: Craig Hertwig)‏ هو لاعب كرة قدم أمريكية أمريكي، ولد في 15 يناير 1952 في كولومبوس في الولايات المتحدة، وتوفي في 30 مايو 2012 في أثينا في الولايات المتحدة.

## وصلات خارجية
- كرايغ هيرتويغ على موقع مرجع كرة القدم المحترفة.كوم (الإنجليزية)
- كرايغ هيرتويغ على موقع JustSportsStats.com (الإنجليزية)